# 浜田十之助
浜田 十之助（はまだ じゅうのすけ、1890年（明治23年）10月29日 - 1950年（昭和25年）7月25日）は、大日本帝国陸軍軍人。最終階級は陸軍少将。功四級。

## 経歴
鹿児島県、のちの谷山市（現鹿児島市）出身。陸軍士官学校第26期卒業。1940年（昭和15年）3月11日に歩兵第214連隊長に就任し、8月1日に陸軍歩兵大佐に進級した。1942年（昭和17年）8月に第8国境守備隊第2地区隊長に転じ、1944年（昭和19年）10月に第6国境守備隊長に就任した。
1945年（昭和20年）6月10日に陸軍少将に進級し、第6国境守備隊を基幹として、第123師団・第5国境守備隊・第149師団の差出、残置人員により7月30日に編制された独立混成第135旅団長（関東軍・第4軍）に就任した。ソ連対日参戦の際には旅団主力は璦琿陣地を守備しており、8月16日より支陣地の奪回戦を繰り広げたが、ソ連軍に多大な損害を与え健闘した。8月15日の玉音放送は聴取していたが、第123師団との無線は途絶しており、停戦命令があるまでの戦闘継続を決心した。8月20日には区処を受けていた第123師団よりソ連機に乗り、司令部参謀附の中村宏少尉が飛来し、停戦命令及び師団長の親書を手交された。浜田は大隊長以上と協議し、停戦を決心して璦琿陣地の旅団主力は陡溝子で武装解除した。戦後はソ連に抑留され、ハバロフスクで死去。
1948年（昭和23年）1月31日、公職追放仮指定を受けた。